# Élections fédérales allemandes de 2025
Les élections fédérales allemandes de 2025 (en allemand : Bundestagswahl 2025) ont lieu le 23 février 2025 afin de renouveler les 630 sièges du Bundestag. À l'issue de ces élections fédérales débutera la vingt-et-unième législature du Bundestag.
Initialement convoqué le 28 septembre 2025, le scrutin est anticipé au 23 février après qu'une crise politique au début du mois de novembre 2024 a conduit à la rupture de la coalition en feu tricolore et la mise en minorité du gouvernement du chancelier fédéral Olaf Scholz.
Avec la participation la plus élevée depuis 1998, la CDU/CSU arrive en tête, suivie par l'AfD qui double son score de 2021. Le SPD, qui échoue pour la première fois depuis 1887 à figurer parmi les deux premières forces politiques, passe sous les 20 % des suffrages exprimés, ce qui n'était pas arrivé depuis les élections de mars 1933. Le FDP, jusqu'à peu membre de la coalition gouvernementale, échoue pour la deuxième fois depuis 1949 à obtenir une représentation parlementaire, faute d'avoir franchi le seuil électoral.
Le chef de file des chrétiens-démocrates, Friedrich Merz, est élu chancelier fédéral un peu plus de deux mois après le scrutin, après avoir formé une grande coalition avec le Parti social-démocrate.

## Contexte

### Élections de 2021
Les élections fédérales de 2021 ont marqué un tournant en Allemagne. Pour la première fois, les deux principaux partis, la CDU/CSU et le SPD, ont obtenu moins de 50 % des voix combinées, alors que les autres partis, tels que Les Verts et le FDP, ont renforcé leurs assises parlementaires. Le SPD est arrivé en tête avec 25,7 % des voix, suivi de la CDU/CSU à 24,1 %, un score historiquement bas pour cette dernière, après 16 ans avec Angela Merkel à sa tête. À l'issue de ces élections, les pourparlers aboutissent à une coalition en feu tricolore, entre les sociaux démocrates du SPD, les écologistes des Verts et les libéraux du FDP, avec Olaf Scholz en tant que chancelier.

### Recul du SPD durant les élections intermédiaires
Les élections européennes du 9 juin 2024 et les diverses élections régionales en Saxe, Thuringe et Brandebourg de septembre 2024 sont marquées par de faibles scores pour les 3 partis membres de la coalition gouvernementale, stigmates de l'impopularité croissante de cette dernière. Ces élections sont aussi caractérisées par le retour en puissance du parti conservateur de la CDU/CSU, ainsi que par des scores sans précédent pour le parti d'extrême droite AfD.

### Crise politique de 2024
Le 23 août 2024, le président fédéral Frank-Walter Steinmeier fixe la date du scrutin au 28 septembre 2025 après recommandation du gouvernement.
Des désaccords éclatent dès la fin de l'été 2024 dans la coalition, notamment sur la question de la dette, laquelle le ministre libéral des Finances et président du FDP Christian Lindner refuse d'augmenter. Le 6 novembre 2024, Olaf Scholz limoge Christian Lindner, qui demande en réaction aux ministres membres de son parti de démissionner du gouvernement. Le gouvernement allemand se retrouve sans majorité parlementaire. Scholz annonce également son intention de poser la question de confiance au Bundestag le 15 janvier 2025, son échec prévisible devant permettre la convocation d'élections fédérales anticipées en mars 2025. Cependant, Friedrich Merz, président du Union chrétienne-démocrate d'Allemagne (CDU) réclame la tenue du vote de confiance dès novembre, pour pouvoir organiser le scrutin en janvier 2025.
Le 10 novembre, le chancelier se déclare prêt à avancer la date du vote de confiance qu'il a annoncé vouloir solliciter et à l'organiser « avant Noël », à condition d'une entente en ce sens entre le SPD et la CDU/CSU. Un accord survient deux jours plus tard entre les sociaux-démocrates et les chrétiens-démocrates, qui prévoit l'organisation du vote de confiance le 16 décembre afin de tenir les élections le 23 février 2025,. Comme prévu, Olaf Scholz perd le vote de confiance le 16 décembre par 394 voix contre, 207 voix pour et 116 abstentions. En conséquence, le président Steinmeier procède formellement le 27 décembre à la dissolution du Bundestag et à la convocation des élections fédérales au 23 février 2025.

### Attentats
Les deux mois qui précèdent la tenue du scrutin sont marqués par une succession d'attaques terroristes. Ainsi, un homme d'origine saoudienne d'extrême-droite fonce dans la foule du marché de Noël de Magdebourg le 20 décembre 2024, faisant six morts et 299 blessés. Ensuite, un homme d'origine afghane présent irrégulièrement en Allemagne attaque des passants avec un couteau à Aschaffenbourg, causant deux morts et trois blessés le 23 janvier 2025. Enfin, le 13 février, à dix jours du scrutin, un homme d'origine afghane fonce en voiture dans un cortège syndical à Munich, faisant deux morts et 37 blessés.
Ces attentats ont contribué à mettre le thème de l’immigration en tête des préoccupations de tous les partis politiques.

## Organisation

### Système électoral

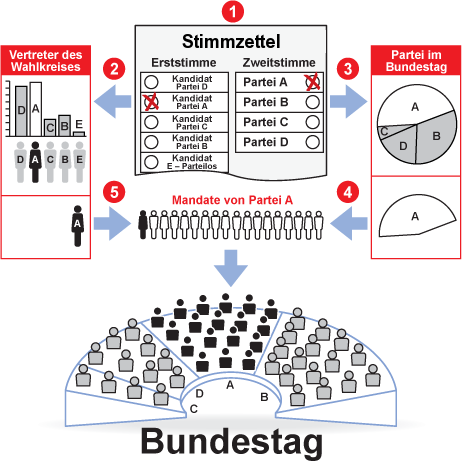
Présentation schématique du système électoral allemand.

Les députés (en allemand : Mitglieder des Bundestags (MdB)), sont élus pour une législature (en allemand : Wahlperiode) de quatre ans au scrutin majoritaire uninominal et proportionnel par compensation.
Conformément à la loi électorale fédérale, le Bundestag se compose de 630 députés, dont 299 élus au scrutin uninominal majoritaire à un tour dans 299 circonscriptions.
Le jour du scrutin, chaque électeur dispose de deux voix : 
- la « première voix » (en allemand : Erststimme) lui permet de voter pour un candidat de sa circonscription (en allemand : Direktkandidaten im Wahlkreis) ;
- la « seconde voix » (en allemand : Zweitstimme) lui permet de voter pour une liste de candidats présentée dans le cadre de son État fédéré (en allemand : Landesliste).

À l'issue du dépouillement, l'intégralité des 630 sièges est répartie au scrutin proportionnel de Sainte-Lagüe sur la base des secondes voix entre les partis politiques totalisant plus de 5 % des suffrages exprimés au niveau national ou qui l'ont emporté dans au moins trois circonscriptions. Le seuil de 5 % ne s'applique cependant pas aux partis représentant l'une des minorités officiellement reconnues par le gouvernement allemand — Sorabes, Danois, Frisons et Roms — pour lesquels seul le quotient électoral s'applique.
Une fois la répartition proportionnelle effectuée, les sièges alloués à chaque parti sont pourvus en priorité par les députés fédéraux élus au scrutin majoritaire. Les sièges non pourvus avec les « premières voix » sont ensuite comblés par les candidats présents sur les listes régionales.
Avec un tel mode de scrutin, il était possible pour un parti de remporter plus de sièges au scrutin majoritaire que ce que la répartition proportionnelle lui accordait. Ces « mandats surnuméraires » (Überhangsmandate) étaient conservés et des « mandats compensatoires » (Ausgleichsmandate) étaient attribués aux autres forces politiques pour maintenir autant que possible la proportionnalité. La réforme électorale de mars 2023, validée en juillet 2024 par le Tribunal constitutionnel fédéral, augmente de 598 à 630 le nombre de députés et modifie les règles de répartition, puisque la représentation est désormais limitée à la proportion des secondes voix, ce qui pourra empêcher certains députés élus de circonscription de siéger et supprimera ainsi les mandats surnuméraires et les mandats compensatoires.

### Convocations des élections
La convocation des élections fédérales est une prérogative propre au président de la République fédérale, qui doit toutefois tenir compte des recommandations du gouvernement fédéral. Comme le prévoit l'article 39 de la Loi fondamentale, ladite convocation doit être rendue publique entre quarante-six et quarante-huit mois après l'ouverture de la législature sortante.

### Législature
La 21e législature du Bundestag, issue des élections fédérales de septembre 2021, doit durer quatre ans, sauf si celle-ci devait être abrégée par une dissolution qui serait décidée, à certaines conditions, par le président de la République fédérale. C'est après l'ouverture de cette législature que devront débuter les traditionnelles tractations propres à la formation d'un gouvernement fédéral.

## Principaux partis
| Parti | Parti | Idéologie                                                                                                   | Chef de file                            | Résultats en 2021               |
| ----- | --- | --- | --------------------------------------- | ------------------------------- |
|       | Parti social-démocrate d'Allemagne (SPD) Sozialdemokratische Partei Deutschlands                                           | Centre gauche Social-démocratie, troisième voie, progressisme                                               | Olaf Scholz (Chancelier fédéral)        | 25,7 % des voix 206 députés     |
|       | Union chrétienne-démocrate d'Allemagne (CDU) Christlich Demokratische Union Deutschlands                                   | Centre droit à droite Démocratie chrétienne, libéral-conservatisme                                          | Friedrich Merz                          | 18,9 % des voix 152 députés     |
|       | Union chrétienne-sociale en Bavière (CSU) Christlich-Soziale Union in Bayern                                               | Centre droit à droite Démocratie chrétienne, libéral-conservatisme                                          | Friedrich Merz                          | 5,2 % des voix 45 députés       |
|       | Alliance 90/Les Verts (Grünen) Bündnis 90/Die Grünen                                                                       | Centre gauche Écologie politique, progressisme                                                              | Robert Habeck (Vice-chancelier fédéral) | 14,8 % des voix 118 députés     |
|       | Parti libéral-démocrate (FDP) Freie Demokratische Partei                                                                   | Centre à centre droit Libéralisme, libéralisme économique                                                   | Christian Lindner                       | 11,5 % des voix 92 députés      |
|       | Alternative pour l'Allemagne (AfD) Alternative für Deutschland                                                             | Extrême droite Euroscepticisme, national-conservatisme, populisme                                           | Alice Weidel                            | 10,3 % des voix 83 députés      |
|       | Die Linke La Gauche | Gauche Socialisme démocratique, anticapitalisme, populisme                                                  | Heidi Reichinnek et Jan van Aken        | 4,9 % des voix 39 députés       |
|       | Alliance Sahra Wagenknecht - Pour la raison et la justice (BSW) Bündnis Sahra Wagenknecht - Für Vernunft und Gerechtigkeit | Gauche radicale ou attrape-tout Nationalisme, populisme et conservatisme de gauche, socialisme démocratique | Sahra Wagenknecht                       | Nouveau (scission de Die Linke) |

## Campagne

### Relance économique et réformes fiscales
L'économie allemande, en récession pour la deuxième année consécutive, est le principal sujet de campagne jusqu'à l'attentat du marché de Noël de Magdebourg,,. La CDU/CSU, menée par Friedrich Merz, propose un « Agenda 2030 » visant à relancer la croissance à travers des réductions d'impôts pour les entreprises et les particuliers, ainsi qu'une simplification administrative. Le SPD, quant à lui, mise sur une « prime Made in Germany » pour attirer les investissements industriels et propose une augmentation du salaire minimum à 15 euros de l'heure,.
Les Verts, avec Robert Habeck comme candidat à la chancellerie, prônent une transition écologique soutenue par des investissements massifs dans les énergies renouvelables et un « fonds citoyen » pour garantir les retraites. Le FDP, en revanche, risque malgré son insistance sur la réduction de la bureaucratie et la flexibilité économique de ne pas atteindre le seuil des 5 % nécessaires pour entrer au Bundestag,.

### Immigration et sécurité
L'immigration et l'insécurité se retrouvent propulsées en tête des sujets de préoccupations des Allemands après l'attentat du marché de Noël de Magdebourg, perpétré le 20 décembre 2024 par un réfugié saoudien,,,. Le Monde qualifie ainsi l'attentat de « tournant dans la campagne », tandis que La Tribune Dimanche et Le Figaro évoquent un « effet Magdebourg »,. Cette dynamique est renforcée par l'attaque au couteau d'Aschaffenbourg (en) et l'attentat à la voiture-bélier de Munich, perpétrés le 22 janvier et le 13 février 2025 par des migrants afghans, et profite essentiellement à l'AfD,,,,,,. Resté mesuré après l'attentat de Magdebourg, Friedrich Merz réclame, après celui d'Aschaffenbourg, un changement drastique de politique migratoire, promettant des contrôles permanents aux frontières et un remplacement de la législation européenne sur l’asile par le droit national,. L'AfD va encore plus loin en proposant une « remigration » des populations d'origine étrangère. Le SPD, tout en prônant des expulsions rapides pour les délinquants, mise sur une politique d'intégration et de retour volontaire,.
Les Verts, quant à eux, défendent une répartition équitable des réfugiés en Europe, tandis que le BSW critique l'immigration "incontrôlée" sans pour autant adopter un discours aussi radical que l'AfD,.

### Transition énergétique et environnement
La transition énergétique est un autre thème majeur. Les Verts insistent sur la nécessité de sortir des énergies fossiles et de promouvoir les énergies renouvelables, tandis que la CDU/CSU envisage un retour partiel à l'énergie nucléaire et critique les régulations environnementales jugées trop contraignantes pour l'industrie,.
Le SPD propose un « fonds pour l'Allemagne » de 100 milliards d'euros pour moderniser les infrastructures énergétiques et numériques, tandis que l'AfD et le BSW s'opposent aux subventions pour les énergies renouvelables et prônent un retour aux énergies fossiles,.

### Politique étrangère et défense
La guerre en Ukraine et les relations avec les États-Unis sous Donald Trump influencent également la campagne. Le SPD et la CDU/CSU soutiennent les livraisons d'armes à l'Ukraine, bien que le SPD s'oppose à l'envoi de missiles de croisière Taurus. L'AfD et le BSW, en revanche, réclament la fin du soutien militaire à l'Ukraine et un retour aux importations de gaz russe,.
Sur le plan de la défense, la CDU/CSU propose un retour au service militaire obligatoire, tandis que les Verts et le FDP misent sur une modernisation de la Bundeswehr (armée fédérale) pour en faire la force armée conventionnelle la plus puissante d'Europe,.

### Dynamique de la campagne
La campagne est marquée par une polarisation accrue, avec l'AfD en forte progression dans les sondages (autour de 20 %), talonnant la CDU/CSU (autour de 30 %). Le SPD, avec seulement environ 16 % des intentions de vote, peine à convaincre, tandis que les Verts tentent de maintenir leur influence avec environ 13 %. La Linke et le BSW ne sont pas assurés d'entrer au parlement, étant autour du seuil de 5 % requis, malgré une remontée de Die Linke en fin de campagne. Enfin, le FDP est systématiquement en dessous de ce seuil dans les sondages,.
L'AfD a bénéficié de nombreuses publications de désinformation sur les réseaux sociaux.

#### Ingérences étrangères
L'Office fédéral de protection de la Constitution prévient dès novembre 2024 de possibles tentatives d'ingérence étrangère dans les élections.
L'ingérence d'Elon Musk, qui a publiquement soutenu l'AfD, a ajouté une dimension internationale à la campagne, suscitant des critiques de la part du chancelier Scholz et des autres partis,.
En janvier 2025, une ingérence russe manipule l’opinion contre les Verts en réalisant des sabotages et en les faisant revendiquer de manière fallacieuse,.
En janvier 2025, Correctiv publie une enquête révélant qu'une opération d'influence russe nommée Storm-1516 (en) a mis en place plus de 100 sites web imitant des médias allemands légitimes, à la manière de l'opération Doppelgänger, dans le but d'influencer les élections. Cette campagne de désinformation a diffusé de fausses accusations contre plusieurs personnalités politiques allemandes. L'opération est liée à l'Internet Research Agency et au GRU, et utilise des deepfakes et l'intelligence artificielle pour créer du contenu trompeur, ensuite relayé par des influenceurs pro-russes,.
Selon Konstantin von Notz, président de la commission de surveillance des services de renseignement du Bundestag, les élections fédérales allemandes de 2025 ont fait l'objet de manipulations « claires » et « réussies » par la Russie et d'autres acteurs étrangers.

## Résultats
|                                    |                                                                 |                                                                 |                           |                           |                           |                           |                 |                 |                 |                 |              |               |  |  |  |  |  |  |  |
| Partis                             | Partis                                                          | Partis                                                          | Sièges de circonscription | Sièges de circonscription | Sièges de circonscription | Sièges de circonscription | Sièges de liste | Sièges de liste | Sièges de liste | Sièges de liste | Total sièges | +/−           |  |  |  |  |  |  |  |
| Partis                             | Partis                                                          | Partis                                                          | Votes                     | %                         | Sièges                    | +/−                       | Votes           | %               | +/-             | Sièges          | Total sièges | +/−           |  |  |  |  |  |  |  |
|                                    |                                                                 | Union chrétienne-démocrate d'Allemagne (CDU)                    | 12 604 184                | 25,46                     | 128                       | 30                        | 11 196 374      | 22,55           | 3,60            | 36              | 164          | 12            |  |  |  |  |  |  |  |
|                                    | Union chrétienne-sociale en Bavière (CSU)                       | 3 272 064                                                       | 6,61                      | 44                        | 1                         | 2 964 028                 | 5,97            | 0,78            | 0               | 44              | 1            |               |  |  |  |  |  |  |  |
| Total Unions chrétiennes (CDU/CSU) | Total Unions chrétiennes (CDU/CSU)                              | 15 876 248                                                      | 32,07                     | 172                       | 29                        | 14 160 402                | 28,52           | 4,38            | 36              | 208             | 11           |               |  |  |  |  |  |  |  |
|                                    | Alternative pour l'Allemagne (AfD)                              | Alternative pour l'Allemagne (AfD)                              | 10 177 318                | 20,56                     | 42                        | 26                        | 10 328 780      | 20,80           | 10,41           | 110             | 152          | 69            |  |  |  |  |  |  |  |
|                                    | Parti social-démocrate d'Allemagne (SPD)                        | Parti social-démocrate d'Allemagne (SPD)                        | 9 936 433                 | 20,07                     | 44                        | 77                        | 8 149 124       | 16,41           | 9,33            | 76              | 120          | 86            |  |  |  |  |  |  |  |
|                                    | Alliance 90/Les Verts (Grünen)                                  | Alliance 90/Les Verts (Grünen)                                  | 5 443 393                 | 11,00                     | 12                        | 4                         | 5 762 380       | 11,61           | 3,11            | 73              | 85           | 33            |  |  |  |  |  |  |  |
|                                    | Die Linke (Linke)                                               | Die Linke (Linke)                                               | 3 933 297                 | 7,95                      | 6                         | 3                         | 4 356 532       | 8,77            | 3,90            | 58              | 64           | 25            |  |  |  |  |  |  |  |
|                                    | Alliance Sahra Wagenknecht - Pour la raison et la justice (BSW) | Alliance Sahra Wagenknecht - Pour la raison et la justice (BSW) | 299 401                   | 0,60                      | 0                         | en stagnation             | 2 472 947       | 4,98            | Nv.             | 0               | 0            | en stagnation |  |  |  |  |  |  |  |
|                                    | Parti libéral-démocrate (FDP)                                   | Parti libéral-démocrate (FDP)                                   | 1 622 912                 | 3,28                      | 0                         | en stagnation             | 2 148 757       | 4,33            | 7,09            | 0               | 0            | 92            |  |  |  |  |  |  |  |
|                                    | Électeurs libres (FW)                                           | Électeurs libres (FW)                                           | 1 254 565                 | 2,53                      | 0                         | en stagnation             | 769 279         | 1,55            | 0,88            | 0               | 0            | en stagnation |  |  |  |  |  |  |  |
|                                    | Parti de protection des animaux (Tierschutz)                    | Parti de protection des animaux (Tierschutz)                    | 82 498                    | 0,17                      | 0                         | en stagnation             | 482 201         | 0,97            | 0,49            | 0               | 0            | en stagnation |  |  |  |  |  |  |  |
|                                    | Volt Allemagne (Volt)                                           | Volt Allemagne (Volt)                                           | 391 666                   | 0,79                      | 0                         | en stagnation             | 355 262         | 0,72            | 0,37            | 0               | 0            | en stagnation |  |  |  |  |  |  |  |
|                                    | Die PARTEI                                                      | Die PARTEI                                                      | 122 268                   | 0,25                      | 0                         | en stagnation             | 242 741         | 0,49            | 0,50            | 0               | 0            | en stagnation |  |  |  |  |  |  |  |
|                                    | Parti des bases démocratiques d'Allemagne (dieBasis)            | Parti des bases démocratiques d'Allemagne (dieBasis)            | 41 923                    | 0,08                      | 0                         | en stagnation             | 85 373          | 0,17            | 1,19            | 0               | 0            | en stagnation |  |  |  |  |  |  |  |
|                                    | Alliance Allemagne (BD)                                         | Alliance Allemagne (BD)                                         | 87 955                    | 0,18                      | 0                         | en stagnation             | 76 372          | 0,15            | Nv.             | 0               | 0            | en stagnation |  |  |  |  |  |  |  |
|                                    | Fédération des électeurs du Schleswig du Sud (SSW)              | Fédération des électeurs du Schleswig du Sud (SSW)              | 58 779                    | 0,12                      | 0                         | en stagnation             | 76 138          | 0,15            | 0,03            | 1               | 1            | en stagnation |  |  |  |  |  |  |  |
|                                    | Parti écologiste-démocrate (ÖDP)                                | Parti écologiste-démocrate (ÖDP)                                | 54 606                    | 0,11                      | 0                         | en stagnation             | 49 764          | 0,10            | 0,14            | 0               | 0            | en stagnation |  |  |  |  |  |  |  |
|                                    | Autres                                                          | Autres                                                          | 51 964                    | 0,10                      | 0                         | –                         | 133 460         | 0,27            | –               | 0               | 0            | –             |  |  |  |  |  |  |  |
|                                    | Indépendants                                                    | Indépendants                                                    | 70 163                    | 0,14                      | 0                         | en stagnation             |                 |                 |                 |                 | 0            | en stagnation |  |  |  |  |  |  |  |
|                                    |                                                                 |                                                                 |                           |                           |                           |                           |                 |                 |                 |                 |              |               |  |  |  |  |  |  |  |
| Suffrages exprimés                 | Suffrages exprimés                                              | Suffrages exprimés                                              | 49 505 389                | 99,15                     |                           |                           | 49 649 512      | 99,44           |                 |                 |              |               |  |  |  |  |  |  |  |
| Votes blancs et nuls               | Votes blancs et nuls                                            | Votes blancs et nuls                                            | 423 264                   | 0,85                      | 279 141                   | 0,56                      |                 |                 |                 |                 |              |               |  |  |  |  |  |  |  |
| Total                              | Total                                                           | Total                                                           | 49 928 653                | 100                       | 276                       | 23                        | 49 928 653      | 100             | –               | 354             | 630          | 106           |  |  |  |  |  |  |  |
| Abstention                         | Abstention                                                      | Abstention                                                      | 10 581 978                | 17,49                     |                           |                           | 10 581 978      | 17,49           |                 |                 |              |               |  |  |  |  |  |  |  |
| Inscrits/Participation             | Inscrits/Participation                                          | Inscrits/Participation                                          | 60 510 631                | 82,51                     | 60 510 631                | 82,51                     |                 |                 |                 |                 |              |               |  |  |  |  |  |  |  |

### Résultats parLänder

#### Résumé
| Partis | Partis  | BW   | BW   | NI   | NI   | BY   | BY   | BE   | BE  | BR   | BR   | HB   | HB  | HH   | HH  | HE   | HE  |
| Partis | Partis  | %    | +/-  | %    | +/-  | %    | +/-  | %    | +/- | %    | +/-  | %    | +/- | %    | +/- | %    | +/- |
| ------ | ------- | ---- | ---- | ---- | ---- | ---- | ---- | ---- | --- | ---- | ---- | ---- | --- | ---- | --- | ---- | --- |
|        | CDU/CSU | 31,6 | 6,8  | 28,1 | 3,9  | 37,2 | 5,5  | 18,3 | 2,4 | 18,1 | 2,8  | 20,5 | 3,3 | 20,7 | 5,2 | 28,9 | 6,1 |
|        | AfD     | 19,8 | 10,2 | 17,8 | 10,4 | 19,0 | 10,0 | 15,2 | 6,8 | 32,5 | 14,4 | 15,1 | 8,2 | 10,9 | 5,9 | 17,8 | 9,0 |
|        | SPD     | 14,2 | 7,4  | 23,0 | 10,1 | 11,6 | 6,4  | 15,1 | 8,4 | 14,8 | 8,7  | 23,1 | 6,4 | 22,7 | 7,0 | 18,4 | 9,2 |
|        | Grünen  | 13,6 | 3,6  | 11,5 | 4,6  | 12,0 | 2,1  | 16,8 | 5,6 | 6,6  | 2,4  | 15,6 | 5,2 | 19,3 | 5,6 | 12,6 | 3,2 |
|        | Linke   | 6,8  | 3,5  | 8,1  | 4,8  | 5,7  | 2,9  | 19,9 | 8,5 | 10,7 | 2,2  | 14,8 | 7,1 | 14,4 | 7,7 | 8,7  | 4,4 |
|        | BSW     | 4,1  | Nv.  | 3,8  | Nv.  | 3,1  | Nv.  | 6,6  | Nv. | 10,7 | Nv.  | 4,3  | Nv. | 4,0  | Nv. | 4,4  | Nv. |
|        | FDP     | 5,6  | 9,7  | 4,1  | 6,4  | 4,2  | 6,3  | 3,8  | 5,3 | 3,2  | 6,1  | 3,5  | 5,8 | 4,5  | 6,9 | 5,0  | 7,8 |

| Partis | Partis  | MV   | MV   | NW   | NW  | RP   | RP   | SL   | SL   | SN   | SN   | ST   | ST   | SH   | SH  | TH   | TH   |
| Partis | Partis  | %    | +/-  | %    | +/- | %    | +/-  | %    | +/-  | %    | +/-  | %    | +/-  | %    | +/- | %    | +/-  |
| ------ | ------- | ---- | ---- | ---- | --- | ---- | ---- | ---- | ---- | ---- | ---- | ---- | ---- | ---- | --- | ---- | ---- |
|        | CDU/CSU | 17,8 | 0,4  | 30,1 | 4,1 | 30,6 | 5,9  | 26,9 | 3,3  | 19,7 | 2,5  | 19,2 | 1,8  | 27,6 | 5,6 | 18,6 | 1,7  |
|        | AfD     | 35,0 | 17,0 | 16,8 | 9,5 | 20,1 | 10,9 | 21,6 | 11,6 | 37,3 | 12,7 | 37,1 | 17,5 | 16,3 | 9,5 | 38,6 | 14,6 |
|        | SPD     | 12,4 | 16,7 | 20,0 | 9,1 | 18,6 | 10,8 | 21,9 | 15,4 | 8,5  | 10,8 | 11,0 | 14,4 | 18,8 | 9,2 | 8,8  | 14,6 |
|        | Grünen  | 5,4  | 2,4  | 12,4 | 3,7 | 10,4 | 2,2  | 7,2  | Abs. | 6,5  | 2,1  | 4,4  | 2,1  | 14,9 | 3,4 | 4,2  | 2,4  |
|        | Linke   | 12,0 | 0,9  | 8,3  | 4,6 | 6,5  | 3,2  | 7,3  | 0,1  | 11,3 | 2,0  | 10,8 | 1,2  | 7,8  | 4,2 | 15,2 | 3,8  |
|        | BSW     | 10,6 | Nv.  | 4,1  | Nv. | 4,2  | Nv.  | 6,2  | Nv.  | 9,0  | Nv.  | 11,2 | Nv.  | 3,4  | Nv. | 9,4  | Nv.  |
|        | FDP     | 3,2  | 5,0  | 4,4  | 7,0 | 4,6  | 7,1  | 4,3  | 7,2  | 3,2  | 7,8  | 3,1  | 6,4  | 4,7  | 7,8 | 2,8  | 6,2  |
|        | SSW     |      |      |      |     |      |      |      |      |      |      |      |      | 4,0  | 0,8 |      |      |

### Différences régionales
| Territoire               | Union  | AfD    | SPD    | Grünen | Linke  | BSW   | FDP   | Autres |
| ------------------------ | ------ | ------ | ------ | ------ | ------ | ----- | ----- | ------ |
| Territoire               |        |        |        |        |        |       |       |        |
| Anciens Länder (ex-RFA)  | 30,7 % | 17,9 % | 17,6 % | 12,7 % | 7,9 %  | 3,8 % | 4,6 % | 4,8 %  |
| Nouveaux Länder (ex-RDA) | 18,4 % | 34,5 % | 10,9 % | 6,6 %  | 12,9 % | 9,9 % | 3,1 % | 3,7 %  |
| Allemagne                | 28,5 % | 20,8 % | 16,4 % | 11,6 % | 8,8 %  | 4,9 % | 4,3 % | 4,6 %  |

## Analyse
Le scrutin connaît la participation la plus élevée depuis 1998. Il voit la progression de la CDU/CSU, qui arrive largement en tête, mais ne gagnant que 11 sièges, suivie de l'AfD qui double son score de 2021 et obtient le meilleur résultat de son histoire au niveau national,.
À la tête du gouvernement sortant, le SPD subit un important recul, et échoue pour la première fois depuis 1887 à figurer parmi les deux premières forces politiques. Il passe sous les 20 % des suffrages exprimés, une première depuis les élections de mars 1933,. Le FDP subit les conséquences de son départ de la coalition sortante, cause de la chute du gouvernement sortant et de la convocation anticipée du scrutin. Il échoue ainsi, pour la deuxième fois depuis 1949, à obtenir une représentation parlementaire, faute d'avoir franchi le seuil électoral. Enfin, les élections sont une déception pour le BSW, qui échoue de très peu à franchir le seuil des 5 %, du fait notamment d'une remontée de Die Linke dans les semaines ayant précédé le scrutin. Cette situation pénalise particulièrement la dirigeante du BSW, Sahra Wagenknecht, qui s'était engagée au cours de la campagne à démissionner en cas d'échec du parti à rentrer au parlement.

## Formation du gouvernement

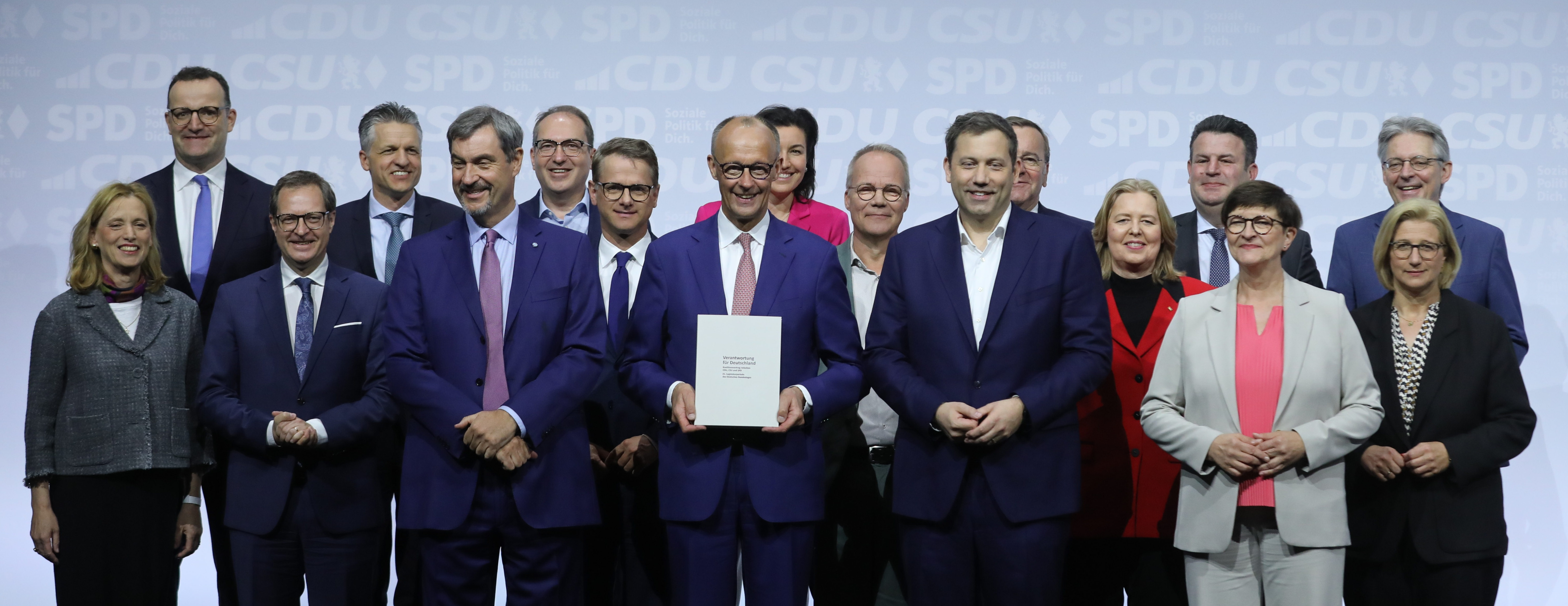
Les chefs de partis et futurs ministres lors de la signature de l'accord de coalition.

Du fait des résultats du scrutin, la formation d'une « grande coalition » entre la CDU/CSU et le SPD est perçue comme l'option la plus probable, sans la participation personnelle du chancelier sortant, qui reconnaît une défaite « amère ».
Les échanges entre la CDU/CSU et le SPD commencent le 28 février. Le 8 mars 2025 — quatre jours après la conclusion d'un accord historique sur une réforme du frein à l'endettement qui exempte les dépenses en matière de défense et d'infrastructures —, Friedrich Merz et les présidents de la CSU Markus Söder et du SPD Lars Klingbeil et Saskia Esken indiquent avoir conclu un accord de principe pour former un gouvernement commun. Les négociations de coalition s'ouvrent le 13 mars. Un accord de coalition est conclu le 9 avril et l'élection de Friedrich Merz comme chancelier par le Bundestag est programmée le 6 mai. L'accord de coalition est ratifié le 10 avril par la direction de la CSU à l'unanimité, le 28 avril par la conférence fédérale de la CDU à une large majorité et le 30 avril par le SPD à la suite d'un référendum interne avec 86 % de suffrages favorables et 56 % de participation.
Le contrat de coalition est formellement signé le 5 mai par les présidents de la CDU, de la CSU et du SPD. Le lendemain, Friedrich Merz se présente au vote des députés mais échoue au premier tour de scrutin avec 310 voix favorables, soit six de moins que la majorité requise et 18 de moins que le total de sa coalition, marquant le premier échec d'un candidat à la chancellerie depuis 1949. Il est finalement élu au second tour, organisé quelques heures plus tard, avec 325 voix favorables.